# Dynamine ambicoenus
Dynamine ambicoenus är en fjärilsart som beskrevs av Hayward 1935. Dynamine ambicoenus ingår i släktet Dynamine och familjen praktfjärilar. Inga underarter finns listade i Catalogue of Life.